# 나카지마 사키 (가수)
나카지마 사키(일본어: 中島早貴, 1994년 2월 5일 ~ )는 일본 사이타마현 출신의 여성 아이돌 가수 겸 배우이자 카미이시나카 카나 리더이다. 업프런트 크리에이트(업프런트 그룹) 소속이다. 애칭은 낫키(なっきぃ), 나카상(中さん).
2021년 12월 31일에 해외 유학에 관한 준비를 위해 연예 활동 휴지했다.

## 특징
- 초기 존경하는 선배는 이시카와 리카와 콘노 아사미.
- 귤을 좋아한다
- 2006년 신춘에 개최된 헬로! 프로젝트 2006 윈터 ~원더풀 하츠~ 콘서트에서 의상에 달린 번호는 ‘74’(나=7, 지=4).
- ℃-ute의 이벤트와 라이브에서 사회를 맡는 경우가 많다.
- 2005년 팬클럽 한정 이벤트에서 공식 닉네임이 ‘나카사키짱’으로 결정되었지만 현재는 콘서트에서 자기소개를 할 때 ‘낫키’라고 자칭하는 등 사실상 낫키가 공식적인 닉네임이 되었다.
- 한국에 대한 관심과 호감을 가지고 있다. 2010년 라디오 방송을 통해 수차례에 걸쳐 한국 관련 호의를 나타내었고 큐트 공식 블로그에서는 한국 여행 계획을 가지고 있음을 포스팅 했다[2].
- 라이벌이자 존경하는 아이돌로 카라를 꼽았다[3].
- 일본 모델 스즈키 에미, 린카(梨花)의 팬으로 출연 잡지나 서적등을 수집하고 있다.
- 연기를 좋아한다는 발언을 꾸준히 해왔다 2009년 「로맨틱하게 요로시쿠」를 시작으로 ℃-ute 활동과는 별개의 각종 영화와 연극에 출연했다.
- 2010년 8월 28일 ℃-ute 콘서트 도중 다리 부상을 입고 병원으로 이송 되었다. 다음날부터 '충분한 퍼포먼스를 할 수 없는 상태'라고 공지된 상태로 공연을 계속했다.
- 친구 HKT48 팀H 오오타 아이카.℃-ute 스즈키 아이리.오카이 치사토.하기와라 마이

## 약력
- 2002년 6월 30일,《헬로! 프로젝트 키즈 오디션》에서 합격하여 헬로! 프로젝트 키즈의 일원으로서 헬로! 프로젝트에 가입.
- 2005년 6월 11일, 헬로! 프로젝트 키즈의 다른 6명과 함께 ℃-ute를 결성.
- 2010년 11월 17일, GREE에 공식 개인 블로그 개설.
- 2011년 7월 15일, Ameba에 공식 개인 블로그 개설.
- 2017년 6월 12일, ℃-ute가 해산. 이후, 솔로로 이행.

## 활동
℃-ute (큐트), 헬로! 프로젝트, 헬로! 프로젝트 키즈에서의 활동은 각각의 항목을 참조.

### 텔레비전 방송
- 제54회 NHK 홍백가합전에서 마츠우라 아야의〈ね～え?〉의 백댄서로서
- ℃-ute Has Come ～キュートガヤッテキタ～ (2007년 1월 6일 · 20일, KIDS Station)
- 베리큐! (2008년 3월 13일 ~ 10월 3일, TV 도쿄)
- 요로센! (2008년 10월 6일 ~ 2009년 3월 27일, TV 도쿄)
- 미녀학 (2010년 9월 2일 ~ 10월 14일, TV 도쿄)
- 아이마이나! - 세미 레귤러 (2010년 10월 23일 ~ 2011년 4월 15일, 도쿄 방송)
- P★League - 스페셜 서포터 (2011년 2월 1일 ~ , BS닛폰)
- 고향의 꿈 (2017년 1월 22일 ~ , 도쿄 방송)

### 텔레비전 드라마
- 수학♥여자학원 (2012년 1월 11일 ~ 3월 28일, 닛폰 TV) - 코마바 사토코 역

### 라디오 방송
- FIVE STARS (2009년 10월 6일 ~ 2011년 9월 27일, Inter FM)
- 나카지마 사키의 큐트한 시간 (2012년 1월 1일 ~ 2017년 6월 11일, RF라디오닛폰)

### 인터넷
- 제22회 하로프로 비디오 채팅 (2005년 8월 18일, 헬로! 프로젝트 on 프렛츠)

### 영화
- 강아지 단의 이야기 (2002년 12월 14일, 도에이) 호시노 치요리 역할
- 극장판 정말로 있었던 무서운 이야기 3D - ‘시센’편 (2010년 10월 16일, PAL ENTERTAINMENTS GROUP)[4]
- 임금님 게임 (王様ゲーム, 2011년 12월 17일, BS-TBS)[5]
- 좀비디오 (ゾンビデオ, 2012년 공개)[6]

### 사진집
- 1st 솔로 사진집『NACKY』(2009년 12월 9일, 카도카와그룹퍼블리싱) ISBN 978-4-04-895073-2
- 2nd 솔로 사진집『W saki』(2011년 7월 15일, 카도카와그룹퍼블리싱) ISBN 978-4-04-895429-7
- 3rd 솔로 사진집『なかさん』(2013년 2월 20일, 와니북스)
- 4th 솔로 사진집『N20』(2014년 2월 5일, 와니북스)

### 연극
- 산책 도락 특별 공연「로맨틱하게 요로시쿠」(2009년 12월 2일 ~ 6일)
- BS-TBS 개국 10주년 기획「패셔너블」(2010년 6월 11일 ~ 27일, 21회 공연)
- 어른의 보리차 제18번째 공연「1974(이크나요)」(2011년 12월 14일 ~ 18일[7])

### DVD
- 양지(陽だまり) (2011년 2월 5일)
- Saki Style (2013년 2월 27일, Zetima)
- Bloom (2013년 10월 26일)
- 사진집「N20」메이킹 DVD ~특별편집판~(写真集「N20」メイキングDVD～特別編集版～) (2014년 3월 5일)

### 전달 한정
- 私に帰れる町 (2017년 12월 15일)

콜라보레이션
- 恋する!さかなヘン / 야지마 마이미, 나카지마 사키, 오카다 마리나 (LoVendoЯ), 키시모토 유메노 (츠바키팩토리) (2019년 3월 30일, 업프런트 워크스)

## 소속 유닛
- - 풋치모니V (2009년 ~ 2017년)
- DIY♡ (2012년 ~ 2020년)
- CATS EYE7 (2012년)
- HI-FIN (2013년 ~ 2020년)
- 카미이시나카 카나 (2017년 ~ 2018년)